# Ana Monreal
Ana Monreal Vidal (Pamplona, 1984) es una ingeniera industrial y emprendedora española. Es cofundadora de las empresas iAR, Smart Lean Solutions,  y Bambrai, además de representante en España de la empresa Sirea.

## Trayectoria
Monreal realizó estudios primarios en el colegio de Jesuitas de Pamplona y cursó la carrera de Ingeniería Industrial entre 2002 y 2007 en la Universidad Pública de Navarra (UPNA). Compatibilizó sus estudios entre 2004 y 2006 siendo alumna colaboradora en el departamento de Mecánica, Energética y Materiales. Elaboró su proyecto de fin de carrera titulado Feasibility study of a fuel cell hydraulic unit (Estudio de viabilidad de una unidad hidráulica de pila de combustible) durante una estancia Erasmus en Braunchweig en Alemania y obtuvo su máxima calificación. Al terminar la carrera, Monreal se especializó en energías renovables cursando un master en la Universidad CEU San Pablo en Madrid. Desde 2008 hasta 2013, trabajó como investigadora en el Centro Nacional de Energías Renovables (CENER) dentro del departamento de Energía Solar Térmica.
En enero de 2014, creó la filial española de la multinacional francesa Sirea, dedicada al control y automatización. Posteriormente, en marzo de 2014 y junto a dos socios, Jon Navarlaz y Miguel Ángel Llorente, Monreal puso en marcha otra empresa, iAR pionera en software industrial de realidad aumentada. Esta iniciativa ha sido ganadora de un concurso de la red eléctrica francesa y otro de Volkswagen, y también fue ganadora de la décima edición del premio Emprendedor XXI. Mediante el software diseñado por iAR se puede alertar de cualquier avería producida mostrando el lugar exacto donde se ha producido e incluso facilita las instrucciones de reparación al técnico de mantenimiento consiguiendo de esta manera tanto facilitar su trabajo como reducir el tiempo de estas operaciones en un 60%. Además, iAR firmó en 2019 un acuerdo con el Centro Nacional de Tecnología y Seguridad Alimentaria (CNTA) para incrementar la eficiencia operativa de las empresas alimentarias aportando su experiencia y conocimiento en el desarrollo de software industrial a medida con tecnologías para la digitalización.
Monreal es miembro del Colegio Oficial de Ingenieros Industriales de Navarra (COIINA) y de la Fundación Industrial de Navarra.

## Reconocimientos
En 2019, Monreal recibió el galardón a Mejor Ingeniero Industrial del Año dentro de los Premios Nacionales de Ingeniería Industrial por su trayectoria profesional y empresarial. La secretaria de Estado de Universidades de Investigación, Desarrollo e Innovación, Ángeles María Heras, quien le entregó el premio, puso en valor su trayectoria afirmando que “ha tenido la valentía, el coraje, la capacidad y el tiempo necesarios para emprender y fundar cuatro empresas”.